# マイクロソフトリサーチ
マイクロソフトリサーチ（Microsoft Research、MSR）は、計算機科学に関するさまざまな研究を行う機関。リチャード・ラシッド博士がマイクロソフトに入社する条件として、同研究所の設立と、その独立性を約束させ、1991年9月に設立された。
名称からもわかるようにマイクロソフトの関連機関ではあるが、完全に独立した研究機関であり、そこで行われる研究内容については、たとえマイクロソフト本社の首脳陣であっても一切の口出しは出来ないことになっている。
世界でも最も有力な研究機関の一つである。現在、チューリング賞受賞者のアントニー・ホーア、フィールズ賞受賞者のマイケル・フリードマン、ウルフ賞受賞者のラースロー・ロヴァース、マッカーサー・フェローに選定されたジム・ブリン、ダイクストラ賞受賞者のレスリー・ランポートらをはじめ、著名な物理学・計算機科学・数学の専門家たちが数多く参加している。
研究は大きく分けて11の分野にカテゴライズされている。
1. アルゴリズムと理論
2. ハードウェア開発
3. 人間とコンピュータの相互作用
4. 機械の学習・適応・知能
5. マルチメディアとグラフィックス
6. 情報の検索、取得および管理
7. セキュリティと暗号
8. ソーシャルコンピューティング
9. ソフトウェア開発
10. システム、アーキテクチャ、モバイル、ネットワーク
11. 情報生命科学、システムバイオロジー

## 研究内容
- C# - プログラミング言語。
- Polyphonic C# / Cω - プログラミング言語。
- Spec# / Sing# - プログラミング言語。
- Bartok（英語版） - OSのカーネル開発にも使えるほど効率的なコンパイラおよび実行環境。
- Singularity - オペレーティングシステム。
- Bigtop / Gridline - 分散システムの疎に結合したコンポーネントを開発するためのフレームワーク。
- F# - プログラミング言語。
- Wallop - ソーシャル・ネットワーキング・サービス。
- BitVault - 分散ストレージプラットフォーム。
- Allegiance（英語版）- コンピュータゲーム。
- SXM
- Avalanche - P2Pネットワーク。
- MyLifeBits
- Microsoft SenseCam
- Group Shot
- TouchLight
- HoneyMonkey
- ClearType - 液晶ディスプレイ上で文字の見栄えをよくするためのアンチエイリアシング技術。
- ConferenceXP
- SenseWeb Project
- Strider GhostBuster Rootkit Detection（ルートキット検出）
- Strider URL Tracer / Strider Typo-Patrol Project（タイポスクワッティング対策）
- Penny Black Project（英語版） - 対スパムプロジェクト[3]
- Sideshow
- SLAM project
- TrueSkill - レーティングアルゴリズム。
- ZenZui - モバイル向けのコンテント・ブラウザ。
- Microsoft Cognitive Toolkit - ディープラーニングフレームワーク